# Herrarnas tempolopp i landsvägscykling vid olympiska sommarspelen 2000
Herrarnas tempolopp i landsvägscykling vid olympiska sommarspelen 2000 ägde rum i den 30 september 2000 i Sydney.

## Medaljörer
| Event               | Guld                        | Silver               | Brons               |
| Herrarnas tempolopp | Viatcheslav Ekimov Ryssland | Jan Ullrich Tyskland | Lance Armstrong USA |

## Resultat
| Placering | Cyklist                 | Land           | Tid    |
| --------- | ----------------------- | -------------- | ------ |
| 1         | Viacheslav Ekimov       | Ryssland       | 57:40  |
| 2         | Jan Ullrich             | Tyskland       | + 0.08 |
| 3         | Lance Armstrong         | USA            | + 0.34 |
| 4         | Abraham Olano           | Spanien        | + 0.51 |
| 5         | Laurent Jalabert        | Frankrike      | + 1.04 |
| 6         | Andrei Teteriouk        | Kazakstan      | + 1.12 |
| 7         | Thor Hushovd            | Norge          | + 1.20 |
| 8         | Santos Gonzalez Capilla | Spanien        | + 1.23 |
| 9         | Serhiy Honchar          | Ukraina        | + 1.40 |
| 10        | Tyler Hamilton          | USA            | + 1.46 |
| 11        | Chris Boardman          | Storbritannien | + 1.52 |
| 12        | Andreas Kloeden         | Tyskland       | + 1.53 |
| 13        | Christophe Moreau       | Frankrike      | + 1.57 |
| 14        | Evgueni Petrov          | Ryssland       | + 2.00 |
| 15        | Raivis Belohvoščiks     | Lettland       | + 2.17 |
| 16        | David Millar            | Storbritannien | + 2.37 |
| 17        | Evgeny Wacker           | Kirgizistan    | + 2.41 |
| 18        | Sergiy Matveyev         | Ukraina        | + 2.45 |
| 19        | Nathan O'Neill          | Australien     | + 2.52 |
| 20        | Eric Wohlberg           | Kanada         | + 2.54 |
| 21        | Dainis Ozols            | Lettland       | + 3.06 |
| 22        | Martin Hvastija         | Slovenien      | + 3.28 |
| 23        | Raimondas Rumsas        | Litauen        | + 3.28 |
| 24        | Victor Hugo Pena        | Colombia       | + 3.30 |
| 25        | Arturas Kasputis        | Litauen        | + 3.42 |
| 26        | Koos Moerenhout         | Nederländerna  | + 3.47 |
| 27        | Alexandre Vinokourov    | Kazakstan      | + 3.54 |
| 28        | Tomáš Konečný           | Tjeckien       | + 3.56 |
| 29        | Erik Dekker             | Nederländerna  | + 4.00 |
| 30        | Martin Rittsel          | Sverige        | + 4.19 |
| 31        | Piotr Wadecki           | Polen          | + 4.24 |
| 32        | Lauri Aus               | Estland        | + 4.36 |
| 33        | Alex Zuelle             | Schweiz        | + 4.54 |
| 34        | Rene Haselbacher        | Österrike      | + 4.58 |
| 35        | Vitor Gamito            | Portugal       | + 5.36 |
| 36        | Amr El Nady             | Egypten        | + 5.38 |
| 37        | Michael Andersson       | Sverige        | + 7.39 |
| 38        | Michael Sandstød        | Danmark        | DNF    |